# Akhil Bharatiya Gorkha League
Akhil Bharatiya Gorkha League (Allindiska Gorkhaförbundet) är ett politiskt parti för den nepalitalande minoriteten i den indiska delstaten Västbengalen. Partiet grundades 1943 av Damber Singh Gurung. Partiets nuvarande generalsekreterare heter Amar Lama.
ABGL ingår i People's Democratic Front, en allians ledd av Communist Party of Revolutionary Marxists av partier som verkar för nordbengalisk autonomi men är motståndare till Gorkhaland National Liberation Front.
ABGL har två av totalt 28 mandat i Darjeeling Gorkha Hill Council.
Eventuellt kommer en partiavdelning bildas i Sikkim. ABGL hade en avdelning i Sikkim fram till 1970-talet.